# Saison 1968-1969 de la WHL
Saison précédente Saison suivante
La saison 1968-1969 est la dix-septième saison de la Western Hockey League. Six équipes jouent 74 matchs de saison régulière à l'issue de laquelle les Canucks de Vancouver sont sacrés champions de la Coupe du président.

## Saison régulière

### Classement
| Clt   | Équipe                 | PJ | V  | D  | N  | BP  | BC  | Pts |
| ----- | ---------------------- | -- | -- | -- | -- | --- | --- | --- |
| +001, | Buckaroos de Portland  | 74 | 40 | 18 | 16 | 291 | 201 | 96  |
| +002, | Canucks de Vancouver   | 74 | 36 | 24 | 14 | 259 | 223 | 86  |
| +003, | Gulls de San Diego     | 74 | 33 | 29 | 12 | 273 | 260 | 78  |
| +004, | Totems de Seattle      | 74 | 33 | 30 | 11 | 236 | 238 | 77  |
| +005, | Roadrunners de Phoenix | 74 | 21 | 41 | 12 | 199 | 282 | 54  |
| +006, | Spurs de Denver        | 74 | 23 | 44 | 7  | 254 | 308 | 53  |

- En gras : champion de la saison régulière
- En italique : qualifié pour les séries éliminatoires

### Meilleurs pointeurs
| Clt | Joueur          | Équipe    | PJ | B  | A  | Pts |
| --- | --------------- | --------- | -- | -- | -- | --- |
| 1   | Art Jones       | Portland  | 74 | 38 | 76 | 114 |
| 2   | Bill Saunders   | Portland  | 74 | 53 | 59 | 112 |
| 3   | Guyle Fielder   | Seattle   | 74 | 20 | 74 | 94  |
| 4   | Norm Johnson    | Portland  | 71 | 43 | 47 | 90  |
| 5   | Warren Hynes    | San Diego | 65 | 36 | 52 | 88  |
| 6   | Bob Barlow      | Vancouver | 74 | 36 | 48 | 84  |
| 7   | Fred Hilts      | San Diego | 73 | 44 | 35 | 79  |
| 8   | Willie O'Ree    | San Diego | 70 | 38 | 41 | 79  |
| 9   | Bryan Hextall   | Vancouver | 70 | 22 | 56 | 78  |
| 10  | Andrew Hebenton | Portland  | 74 | 26 | 51 | 77  |

## Séries éliminatoires
Les quatre premières équipes de la saison régulière sont qualifiées pour les séries : le premier rencontre le troisième, le deuxième rencontre le quatrième et les vainqueurs jouent la finale. Toutes les séries sont jouées au meilleur des 7 matchs.
|  | Demi-finales | Demi-finales          | Demi-finales | Demi-finales         |   |                       | Finale | Finale | Finale | Finale |
|  |              |                       |              |                      |   |                       |        |        |        |        |
|  |              |                       |              |                      |   |                       |        |        |        |        |
|  | 1            | Buckaroos de Portland | 4            | 4                    |   |                       |        |        |        |        |
|  | 1            | Buckaroos de Portland | 4            | 4                    |   |                       |        |        |        |        |
|  | 3            | Gulls de San Diego    | 3            | 3                    |   |                       |        |        |        |        |
|  | 3            | Gulls de San Diego    | 3            | 3                    | 3 | Buckaroos de Portland | 0      | 0      |        |        |
|  |              |                       |              |                      | 3 | Buckaroos de Portland | 0      | 0      |        |        |
|  |              |                       | 2            | Canucks de Vancouver | 4 | 4                     |        |        |        |        |
|  | 2            | Canucks de Vancouver  | 2            | Canucks de Vancouver | 4 | 4                     | 4      | 4      |        |        |
|  | 2            | Canucks de Vancouver  |              |                      |   |                       |        | 4      |        |        |
|  | 4            | Totems de Seattle     | 0            | 0                    |   |                       |        |        |        |        |
|  | 4            | Totems de Seattle     | 0            | 0                    |   |                       |        |        |        |        |

## Récompenses

### Trophée collectif
| Coupe Lester Patrick : Vainqueurs des séries | Canucks de Vancouver |

### Trophées individuels
| Outstanding Goalkeeper Award : Meilleur gardien | Jim McLeod et Dave Kelly, Buckaroos de Portland |
| Leading Scorer Award : Meilleur pointeur        | Art Jones, Buckaroos de Portland                |
| George Leader Cup : Meilleur joueur             | John Hanna, Totems de Seattle                   |
| Rookie Award : Meilleure recrue                 | Jack Michie, Totems de Seattle                  |
| Fred J. Hume Cup : Joueur le plus gentilhomme   | Guyle Fielder, Totems de Seattle                |

### Équipe d'étoiles
Les six joueurs suivants sont élus dans l'équipe d'étoiles :
- Gardien : Jim McLeod, Buckaroos de Portland
- Défenseur : John Hanna, Totems de Seattle
- Défenseur : Connie Madigan, Buckaroos de Portland
- Ailier gauche : Bill Saunders, Buckaroos de Portland
- Centre : Art Jones, Buckaroos de Portland
- Ailier droit : Bob Courcy, Totems de Seattle